# Salangana wielka
Salangana wielka (Hydrochous gigas) – gatunek małego ptaka z rodziny jerzykowatych (Apodidae), podrodziny jerzyków (Apodinae). Występuje w kontynentalnej części Malezji oraz na wschodnich wybrzeżach Jawy i Sumatry. Bliski zagrożenia wyginięciem.

## Taksonomia
Po raz pierwszy gatunek opisali Ernst Hartert i Arthur Lennox Butler w 1901. Salangana wielka otrzymała nazwę Collocalia gigas. Holotyp (samica) pochodził ze stanu Selangor (Malezja); odłowił go Arthur L. Butler (syn innego ornitologa – Edwarda Arthura Butlera). Trafił do Muzeum Historii Naturalnej w Tring i znajdował się tam co najmniej do 1918. Obecnie (2022) Międzynarodowy Komitet Ornitologiczny (IOC) umieszcza ptaka w monotypowym rodzaju Hydrochous. Opisał go w 1970 roku Richard Kendall Brooke, przy okazji wydzielając ten gatunek z rodzaju Collocalia; za monotypowy rodzaj Brooke uznał go dwa lata później. Za cechy różniące Hydrochous od Collocalia uznał większy rozmiar osobników, brak opalizacji piór, większą emarginację zewnętrznych sterówek u młodocianych niż u dorosłych oraz nietypową lokalizację gniazda – za lub pod wodospadem. IOC nie wyróżnia podgatunków.

## Morfologia
Długość ciała wynosi około 16 cm. Znana masa ciała samca to 37 g, samicy – 35–39 g. Wymiary szczegółowe holotypu i innych osobników (mm; Sumatra, Jawa z wyjątkiem holotypu):
|             | Długość skrzydła | D. ogona | D. dzioba | D. skoku | Gł. wcięcia w ogonie |
| ----------- | ---------------- | -------- | --------- | -------- | -------------------- |
| ♀ (holotyp) | 157              | 64       | –         | 15       | 4                    |
| ♂♂          | 142,5–158        | 58–64,5  | 6,5–7     | 14,5–16  | 6,5–13               |
| ♀♀          | 145–159          | 59–66    | 6,5–7     | 14,5–15  | 6–14                 |

W porównaniu do innych jerzykowatych salangana wielka jest duża. Podobna do niektórych przedstawicieli plemienia Apodini. Upierzenie z wierzchu jednolicie ciemnobrązowe, od spodu nieco jaśniejsze, jednak nadal jednobarwne. Ogon głęboko wcięty.

## Zasięg występowania
Salangana wielka występuje w górskich obszarach kontynentalnej części Malezji, na Sumatrze i zachodniej Jawie; kilkukrotnie stwierdzona na Borneo. Osiadła. BirdLife International szacuje obszar zajmowany na 108 tys. km².

## Ekologia
Typowe środowisko życia H. gigas to górskie lasy deszczowe; ptaki przebywają w okolicach wodospadów. Na Półwyspie Malajskim odnotowywano ten gatunek na wysokości blisko 800 m n.p.m., około 440 m n.p.m. na Sumatrze i 300–1500 m n.p.m. na Jawie. Różna zawartość żołądków ptaków z zachodniej Jawy wskazuje, że prawdopodobnie preferowane pożywienie jest zależne od dostępnego. Jeden żołądek zawierał głównie uskrzydlone mrówkowate, nieznaczną ilość muchówek (w tym 1 przedstawiciela koziułkowatych), pluskwiaka i chrząszcza; u innych zbadanych okazów przeważały muchówki. Prawdopodobnie salangany wielkie zjadają także uskrzydlone termity. H. gigas to ptaki towarzyskie, często żerują razem z igłosternikami wielkimi (Hirundapus giganteus), rzadziej, na Jawie, także z salanganami zielonawymi (Collocalia linchi). Salangana wielka nie ma zdolności echolokacji, za to dobrze widzi w słabym oświetleniu. Na Jawie w porze deszczowej (październik–marzec) ptaki widywano żerujące w porze dziennej.

### Lęgi
Na zachodniej Jawie lęgi stwierdzano od października do czerwca; z Malezji pochodzi doniesienie o jaju zebranym późnym kwietniem. Gniazdo może składać się z porostów zrywanych w locie lub mchów wymieszanych z piórami i śliną; ma kształt ściętego stożka, przytwierdzone jest do półki skalnej w wodospadzie. Badania prowadzone na Jawie (ich wyniki opublikowano w 1970) wykazały, że wtedy salangany wybierały najchętniej wątrobowce Mastigophora diclados oraz nieznanych przedstawicieli Herberta. Wśród znalezionych mchów rozpoznano Aerobryopsis longissima i Ectropothecium. W wyściółce często znajdywano delikatne, czarne łodygi rozpłochowatych. Świeże gniazda ważyły 77–135 g – dla porównania okazy muzealne już tylko 16–48 g. Jeden ze znanych wymiarów gniazda to 90 na 37 mm (wysokość i szerokość), głębokość 12 mm. W zniesieniu jedno jajo. Podobnie jak u innych salangan jaja H. gigas cechują się jednolicie białą barwą, brakiem połysku oraz niemal równej szerokości przeciwnymi końcami. Wymiary dla 10 jaj z Jawy to 26–31,5 na 17,2–19,1 mm. Średnia masa jaja wyniosła tu 5,06 g (n=7).

## Status zagrożenia
Przez IUCN gatunek jest klasyfikowany jako bliski zagrożenia (NT, Near Threatened; stan w 2022).  Liczebność populacji nie została oszacowana, ale ptak ten opisywany jest jako rzadki i występujący lokalnie. Gatunek słabo poznany. Liczebność w kilku znanych koloniach lęgowych zaczęła spadać, co wskazuje na możliwy spadek ogólnej liczebności. Możliwe, że ptaki tego gatunku są zależne od otaczających zamieszkiwane przez nie wodospady lasów, przez co ich wycinka celem przekształcenia je w tereny rolnicze skutkuje spadkiem liczebności.